# 乔治·布雷茨
乔治·布雷茨（英語：George Bretz，1880年9月3日—1956年5月7日），加拿大男子棍网球运动员。他曾代表加拿大参加1904年夏季奥林匹克运动会棍网球比赛，获得一枚金牌。他于1956年在多伦多去世。